# August Kubizek
August Friedrich Kubizek, detto Gustl (Linz, 3 agosto 1888 – Eferding, 23 ottobre 1956), è stato un direttore d'orchestra e scrittore austriaco.
È noto soprattutto per essere stato l'amico fraterno di Adolf Hitler nel periodo adolescenziale.

## Biografia
August nacque a Linz il 3 agosto 1888 da famiglia di origini ceche e sudete, primo di quattro figli che però morirono in tenera età. Suo padre lavorava come tappezziere, mentre sua madre, prima di sposarsi nel 1887, lavorava come cameriera nella stessa Linz. All'età di nove anni si appassionò alla musica classica grazie al fatto che sua madre, appassionata anch'essa, lo accompagnava svariate volte l'anno all'opera di Linz.
L'incontro con il futuro Führer avvenne un giorno prossimo alla festa di Ognissanti del 1904, i due divennero subito amici e, dopo che Adolf lasciò gli studi, iniziarono a passare molto tempo assieme discutendo spesso di musica classica. Gustl (così soprannominato dal suo amico) in questo periodo si allontanò definitivamente dall'attività di tappezziere che suo padre voleva tramandargli.
Durante il primo viaggio di Adolf a Vienna, August inviava regolarmente cartoline al suo amico per aggiornarlo sulla ragazza di cui era innamorato. Nel tardo 1906 Adolf dovette tornare a Linz a causa delle gravi condizioni in cui versava sua madre, August stette accanto al suo amico fino alla morte della madre, avvenuta il 21 dicembre 1907. A seguito della morte della madre, Adolf, con una pensione da orfano di 25 corone (cifra non troppo alta considerando che a Vienna spendeva 10 corone al mese solo per affittare una stanza), convinse August a recarsi con lui a Vienna per frequentare insieme il conservatorio. Dopo aver passato quasi un anno a Vienna August dovette tornare a Linz a causa del servizio di leva obbligatorio. Quando poi, nel 1908, August tornò a Vienna non fu in grado di ritrovare il suo amico e cominciò a cercarlo (lo incontrerà solamente nel 1938). La scomparsa di Adolf era causata dal fatto che, ormai senza soldi, egli aveva dovuto lasciare la stanza in affitto per trasferirsi in un ostello per senzatetto.
August proseguì gli studi al conservatorio, che concluse nel 1912, ottenendo poi l'incarico di Direttore d'orchestra a Marburg an der Drau. Ricevette successivamente un'altra offerta, ma la sua carriera venne bloccata dallo scoppio della prima guerra mondiale, in cui egli - anche se riservista - dovette partecipare. Entrò quindi in un corpo di fanteria austro-ungarico e, dopo aver sofferto di una ferita in combattimento presso i Carpazi, venne trasferito dapprima a Budapest, dove venne curato, e successivamente concluse la guerra in un reparto motorizzato a Vienna. Alla fine del conflitto nessuno cercava direttori d'orchestra e quindi dovette accettare un incarico all'interno del Consiglio municipale della città austriaca di Eferding accantonando la professione di direttore d'orchestra. In questi anni si occupò anche di una piccola orchestra da lui creata.
Durante gli anni venti lesse di Adolf su un giornale e iniziò a seguire la sua attività politica, entrando però nel N.S.D.A.P. soltanto nel 1942 (ad August non interessava la politica). Nel 1933 inviò una lettera per congratularsi con il suo vecchio amico della sua ascesa a Cancelliere tedesco. Il Führer gli rispose con entusiasmo e, in ricordo dei tempi passati, lo invitò ad andare a trovarlo a Berlino.
Quando poi durante l'Anschluss Adolf visitò Linz, August si recò nell'albergo di Adolf dove, senza appuntamento, venne accolto dal Führer che, entusiasta nel vederlo, lo trattenne più di un'ora. Qui August ricevette l'offerta di assumere la conduzione di un'orchestra tedesca, offerta che però rifiutò. Accettò invece di partecipare nei due anni seguenti al festival musicale di Bayreuth. In quegli anni gli venne commissionato anche uno scritto che doveva ricostruire i suoi rapporti d'amicizia con Hitler.
L'ultimo incontro tra August e Adolf avvenne nel 1940, sempre a Bayreuth. Qui, anche se in periodo di guerra, August poté passare del tempo con il suo vecchio amico d'infanzia. Alla fine del conflitto mondiale Kubizek fu arrestato dal Commando di investigazione dell'esercito americano e tenuto in prigione per più di un anno. Nel 1953 pubblicò il libro di memorie, intitolato Il giovane Hitler che conobbi, in cui rivela particolari inediti sulla sua amicizia con il Führer.